# Каркуша
Карку́ша — персонаж телевизионной передачи для детей «С Добрым утром, малыши!» и «Спокойной ночи, малыши», ворона. Впервые появилась в передаче в 1979 году в качестве недостающего на тот момент «женского» действующего лица среди мальчиков Хрюши, Степашки, Фили.
Отличие Каркуши от друзей — прощание в конце передачи, которое она произносит на «вороньем языке»: чёткое и неторопливое «Карр-карр-карр!» или «Карр-карр-карр, ребята!», «Карр-карр-карр, девочки и мальчики». До 1998 года роль озвучивала актриса Гертруда Суфимова, затем Галина Марченко, позднее — Ирина Ланкина.
В «Джентльмен-шоу» выходила рубрика «Спокойной ночи, взрослые!», в которой появлялись повзрослевшие персонажи «Спокойной ночи, малыши!». Каркуша выступала там как старушка-коммунистка Каркунья Марковна.
Идея персонажа — редактор программы Игорь Петров, эскизы разработаны Ольгой Быковой.